# Підробіток

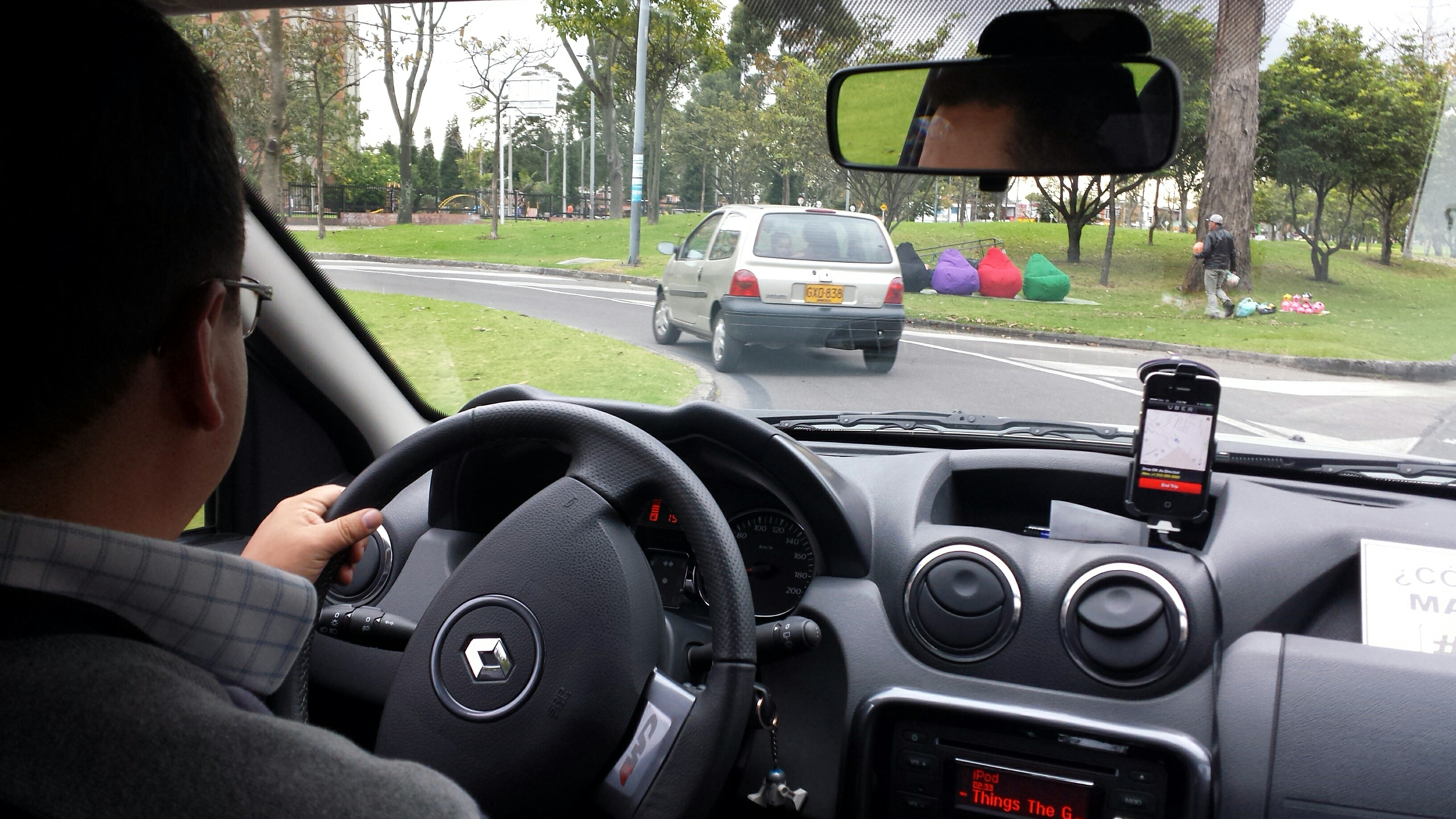
Водій Убера — звичний підробіток.

Підробіток, який також неформально називають «халтурою» або «додатковим заробітком», — це друга робота, яку людина виконує на додачу до своєї основної роботи, щоб збільшити свій дохід. Причини для підробітку можуть бути різними: від фінансової необхідності, коли зарплати з основного місця роботи не вистачає на життя, до бажання заробити більше.
Якщо додаткову роботу виконують у позаробочий час, це часто називають «роботою на дві зміни» або «підробітком у вечірній час» (moonlighting). Підробітком може бути як повноцінна робота, так і часткова зайнятість за контрактом або фриланс. Також одна людина може мати кілька таких джерел доходу одночасно.
Підробітки набули популярності у США через стагнацію зарплат і повільне зростання доходів, яке не встигає за зростанням вартості життя. Майже третина людей, які мають додаткову роботу, змушені брати її, щоб покривати щоденні витрати. Загалом 39 % американців повідомляють, що мають підробіток, серед них 43 % — це працівники з повною зайнятістю. У Нью-Йорку цей показник ще вищий: 57 % мешканців потребують додаткового заробітку, щоб звести кінці з кінцями. Найпоширенішою причиною для підробітку є бажання отримати більше вільних коштів. У 2019 році у Великій Британії 60 % студентів і випускників мали додаткову роботу, а 43 % були змушені підробляти, щоб сплачувати оренду житла. Найчастіше підробітком займаються представники покоління мілленіалів, які використовують його як фінансову «подушку безпеки». Через це їх навіть називають «поколінням підробітків». Водночас додатковий заробіток часто стає способом погашення студентських кредитів або можливістю реалізувати креативні ідеї, які було б складно втілити в межах традиційного робочого середовища.
Якщо основна робота людини приносить дохід лише для того, щоб вона могла займатися улюбленим підробітком, це зазвичай називають «основною роботою» або «денною роботою».
Додаткові заробітки можуть бути як повноцінною зайнятістю, так і частковою або фріланс-роботою, поєднуючись із основною роботою. Прикладами таких підробітків є копірайтинг, електронна комерція (наприклад, продаж товарів на Amazon), партнерський маркетинг, надання послуг із просування у соціальних мережах, вебдизайн, викладання іноземних мов або переклади, репетиторство чи коучинг, графічний дизайн, написання текстів на замовлення та управління бізнесом.